# Țara Galilor la Concursul Muzical Eurovision Junior
Țara Galilor a debutat la Concursul Muzical Eurovision Junior în anul 2018.

## Rezultate

#### Legendă:
Câștigător
     Locul al doilea
     Locul al treilea
     Ultimul loc
| An   | Gazda   | Artist   | Titlu                           | Poziție | Puncte |
| ---- | ------- | -------- | ------------------------------- | ------- | ------ |
| 2018 | Minsk   | Manw     | "Perta"                         | 20      | 29     |
| 2019 | Gliwice | Erin Mai | "Calon yn Curo (Heart Beating)" | 18      | 35     |